# Adam-lès-Passavant
Adam-lès-Passavant ist französische Gemeinde mit 88 Einwohnern (Stand: 1. Januar 2022) im Département Doubs in der Region Bourgogne-Franche-Comté.

## Geographie
Adam-lès-Passavant liegt auf 450 m, sechs Kilometer südlich von Baume-les-Dames und etwa 26 km östlich der Stadt Besançon (Luftlinie). Das Dorf erstreckt sich im Jura, in einer abflusslosen Mulde auf dem sogenannten ersten Plateau, einem Becken zwischen der Jura-Randkette (Côte) im Norden und den Hochplateaus im Südosten.
Die Fläche des 9,59 km² großen Gemeindegebiets umfasst einen Abschnitt des französischen Juras. Der Hauptteil des Gebietes wird vom breiten ersten Juraplateau eingenommen, das durchschnittlich auf 460 m liegt und leicht gewellt ist. Es bildet ein weites, teilweise verkarstetes Becken und zeigt ein lockeres Gefüge von Ackerland, Wiesland und Wald. Die nordwestliche Grenze verläuft oberhalb des Steilabfalls zum schluchtartig eingeschnittenen Tal des Audeux. Gegen Norden fällt das Plateau zum Tal des Cusancin ab, wobei der Gemeindeboden an einer Stelle bis fast an den Fluss hinunterreicht. Nach Osten erstreckt sich das Gemeindeareal über eine Geländestufe auf die angrenzenden Höhen mit dem bewaldeten Mont d’Adam, auf dem mit 561 m die höchste Erhebung von Adam-lès-Passavant erreicht wird.
Nachbargemeinden von Adam-lès-Passavant sind Pont-les-Moulins und Guillon-les-Bains im Norden, Passavant im Osten, Saint-Juan im Süden sowie Silley-Bléfond im Westen.

## Geschichte
Verschiedene Streufunde weisen darauf hin, dass das Gemeindegebiet von Adam-lès-Passavant bereits in vorgeschichtlicher Zeit besiedelt war. Im Mittelalter gehörte das Dorf zur Herrschaft Passavant, die seit dem 14. Jahrhundert unter der Oberhoheit der Grafen von Montbéliard stand. Zusammen mit der Franche-Comté gelangte es mit dem Frieden von Nimwegen 1678 an Frankreich.

## Bevölkerung
| Jahr                       | 1962 | 1968 | 1975 | 1982 | 1990 | 1999 | 2016 |
| Einwohner                  | 83   | 65   | 72   | 71   | 77   | 77   | 91   |
| Quellen: Cassini und INSEE |      |      |      |      |      |      |      |

Mit 88 Einwohnern (Stand 1. Januar 2022) gehört Adam-lès-Passavant zu den kleinsten Gemeinden des Département Doubs. Nachdem die Einwohnerzahl in der ersten Hälfte des 20. Jahrhunderts markant abgenommen hatte (1886 wurden noch 209 Personen gezählt), wurden seit Beginn der 1960er Jahre nur noch relativ geringe Schwankungen verzeichnet.

## Wirtschaft und Infrastruktur
Adam-lès-Passavant war bis weit ins 20. Jahrhundert hinein ein vorwiegend durch die Landwirtschaft (Ackerbau, Obstbau und Viehzucht) geprägtes Dorf. Noch heute leben die Bewohner zur Hauptsache von der Tätigkeit im ersten Sektor. Außerhalb des primären Sektors gibt es fast keine Arbeitsplätze im Dorf. Viele Erwerbstätige sind auch Wegpendler, die in den umliegenden größeren Ortschaften ihrer Arbeit nachgehen.
Die Ortschaft liegt abseits der größeren Durchgangsstraßen an einer Departementsstraße, die von Baume-les-Dames nach Ornans führt. Eine weitere Straßenverbindung besteht mit Passavant.